# Jak-140
Jak-140 (ros. Як-140) – radziecki myśliwiec przechwytujący skonstruowany w biurze konstrukcyjnym Jakowlewa. Projekt nie wyszedł poza stadium prototypu, który przeszedł jedynie próby na ziemi i nigdy nie wzbił się do lotu.

## Historia

### Geneza
W latach 50. XX wieku radzieckie biura konstrukcyjne rozpoczęły pracę nad myśliwcami z napędem odrzutowym o wysokiej manewrowości. Problemem tym zajęło się również biuro Jakowlewa. Był to trudny okres dla konstruktora Aleksandra Jakowlewa. Tak jak w czasie wojny trzon radzieckiego lotnictwa myśliwskiego tworzyły Jaki, tak czasy powojenne należały do konstrukcji wywodzących się z biura konstrukcyjnego Artioma Mikojana i Michaiła Guriewicza, MiGi. Walcząc o zachowanie palmy pierwszeństwa, pod koniec lat 40., Jakowlew opracował samoloty Jak-23, Jak-30 i Jak-50. Pomimo wielu innowacyjnych rozwiązań to MiG-15 i dalsze MiG-17 i MiG-19 stały się podstawowymi maszynami myśliwskimi radzieckich sił powietrznych. Nowa konstrukcja miała pomóc Jakowlewowi ponownie stać się głównym konstruktorem radzieckich myśliwców.

### Projekt
W 1953 roku dział projektów wstępnych OKB-115 rozpoczął pracę nad jednomiejscowym myśliwcem z napędem odrzutowym charakteryzującym się dużą manewrowością. Do napędu nowej konstrukcji planowano użyć projektowanego silnika AM-11, nad którym prace prowadziło biuro OKB Mikulina, miał on wejść do seryjnej produkcji w połowie lat 50. W lipcu 1953 roku Jakowlew zatwierdził wstępny projekt. Samolot był klasycznym średniopłatem z wlotem powietrza umieszczonym w dziobie samolotu. We wlocie umieszczony był stożek, pod którym schowany był dalmierz radiolokacyjny z anteną. Maszyna miała skrzydła o dużym skosie wynoszącym 55° i niewielkim ujemnym wzniosie. Skośne było również usterzenie myśliwca. Podobnie jak w przypadku innych konstrukcji Jakowlewa z tego okresu, samolot miał jednotorowe podwozie główne z przednim, jednokołowym podparciem, jednogoleniowe podwozie główne z dwoma kołami oraz dwoma kółkami pomocniczymi na końcach skrzydeł. Uzbrojenie strzeleckie miało składać się z dwóch działek NR-30 zamontowanych w dole kadłuba po obu stronach kabiny pilota. Pod skrzydłami samolot miał możliwość przenoszenia dwóch zasobników R0-57, w których można było przenosić 16 niekierowanych pocisków ARS-57 kalibru 57 mm. Masę pustego samolotu obliczono na 3190 kg, a w locie 4750 kg. Zapas paliwa miał wynosić 1300 kg. Dzięki dużemu nadmiarowi ciągu, na wysokości 15 km samolot miał osiągnąć prędkość 1700 km/h. Pułap 15 000 metrów miał zostać osiągnięty w czasie krótszym niż 3 minuty. W październiku 1953 roku projekt myśliwca oznaczonego jako Jak-140 uległ nieznacznej modyfikacji, dodano jeszcze jedno działko NR-30. Zmodernizowano wyposażenie instalując między innymi radiolokator SRD-1 i radiokompas ARK-5. Budowę prototypu rozpoczęto w 1954 roku i ukończono rok później. Planowany silnik AM-11 musiał zostać zastąpiony słabszym AM-9B, AM-11 był dopiero na etapie wstępnych prób i nie było jeszcze egzemplarza gotowego do zastosowania w samolocie. Silnik o mniejszym ciągu wymusił na konstruktorach kolejne przeprojektowanie maszyny – usunięto jedno z działek oraz zmniejszono zapas zabieranego na pokładzie paliwa do 1000 kilogramów. W styczniu 1955 roku rozpoczęto wstępne próby kołowania gotowym prototypem. 10 lutego tego samego roku Jakowlew zatwierdził dokumentację techniczną pierwszego lotu Jaka-140.

### Anulowanie programu
Jakowi-140 nie dane było wznieść się w powietrze. Równolegle z projektem Jakowlewa MiG opracowywał własne samoloty. MiG E-2 ze skośnymi skrzydłami, bardzo podobny do Jaka-140 oraz drugi MiG E-4 ze skrzydłami typu delta. Pierwszy z nich oblatano 14 kwietnia 1954 a drugi 16 czerwca 1955 roku. Porównanie parametrów konstrukcji Jakowlewa i MiGów wypadło na niekorzyść Jaka-140. W tej sytuacji dalsze prace nad Jakiem-140 uznano za bezcelowe, a radzieckie wojska lotnicze pod koniec lat 50. otrzymały rozwinięcie MiGa E-4 znanego jako MiG-21. Jest wielce prawdopodobne, że poza samym technicznym aspektem decyzji o zaprzestaniu dalszych prac nad Jakiem, w grę wchodziły również czynniki polityczne. Podczas wojny Jakowlew pełnił funkcję wiceministra przemysłu lotniczego. Silna pozycja konstruktora wynikała z pełnego poparcia jakiego udzielał mu Józef Stalin. Po śmierci dyktatora w 1953 roku pozycja Jakowlewa wyraźnie osłabła. Tymczasem wpływy w aparacie władzy zyskiwał Artiom Mikojan, którego brat Anastas Mikojan będąc w ścisłym kierownictwie partii, wspierał Chruszczowa w destalinizacji. Wsparcie Anastasa dla brata mogło mieć wpływ na podjętą decyzję.